# Monitor (revija)
Monitor je slovenska mesečna revija o informacijski tehnologiji, ki je začela izhajati oktobra 1991.
Revija se je preusmerila v zabavno elektroniko zaradi upada zanimanja za računalništvo. Naročnikov je manj zaradi selitve informacij na splet, manj je tudi oglaševalskega denarja zaradi katalogov.